# آلف باسنت
آلف باسنت (انگلیسی: Alf Basnett؛ ۱۰ آوریل ۱۸۹۳ – ۲۴ ژوئن ۱۹۶۶ (۷۳ سال)) بازیکن فوتبال اهل بریتانیا بود.
از باشگاه‌هایی که در آن بازی کرده‌است می‌توان به باشگاه فوتبال هرفورد یونایتد، باشگاه فوتبال لینکولن سیتی، باشگاه فوتبال نلسون، و باشگاه فوتبال برنلی اشاره کرد.